# Amica (entreprise)
Pour les articles homonymes, voir Amica.
Amica est un fabricant d'électroménager polonais. Cette société est le siège du groupe international Amica Group. Elle est créée en 1945 à Wronki et commence par la fabrication de cuisinières à gaz et charbon. En 2016, elle a 2 500 employés et quatre usines en Europe ; en 2020, 3 100 employés[réf. nécessaire].
En 2016, elle est présente dans de nombreux pays sous les marques Amica, Gram, Hansa et CDA. La marque Fagor a été ajoutée en 2019 après un accord de distribution de la marque Fagor.